# سفارة السويد في روسيا البيضاء
سفارة السويد في روسيا البيضاء هي أرفع تمثيل دبلوماسي لدولة السويد لدى روسيا البيضاء. تقع السفارة في مينسك وهي تهدف لتعزيز المصالح السويدية في روسيا البيضاء.

## وصلات خارجية
- الموقع الرسمي
- قائمة سفارات السويد
- قائمة السفارات في روسيا البيضاء